# Хакимов, Александр Шамильевич
Александр Шамильевич Хакимов (азерб. Aleksandr Şamil oğlu Xakimov); род. 2 апреля 1960, Баку) — азербайджанский писатель-фантаст, журналист, прозаик, публицист, актёр, гитарист, автор популярных фантастических книг на территории СНГ.

## Биография
Родился в советской семье. В 1977 году окончил среднюю школу № 42 Насиминского района г. Баку.
С 1978 по 1980 год служил в частях ПВО советской армии.
С 1980 по 1981 год работал на Бакинском заводе холодильников. 
В 1986 году окончил биологический факультет Бакинского государственного университета. 
С 1986 по 1991 год работал старшим лаборантом Института ботаники Академии наук Азербайджанской ССР.
С 1991 года работает в Центре генетических ресурсов Национальной академии наук Азербайджана.
В 2005 году окончил международные курсы киносценаристов.

## Творчество
Александр Хакимов начинал как журналист. Первая публикация напечатана в октябре 1987 года. Печатался в Москве, Ленинграде, Алма-Ате, Свердловске, Баку. С 2000 года известен как прозаик, писатель-фантаст. 
Широко печатается в русскоязычных газетах Азербайджана. 8 лет являлся колумнистом азербайджанской русскоязычной газеты «Эхо». 
Произведения переводились на азербайджанский, венгерский и болгарский языки.
Является автором 13 книг в жанре фантастика, сказка и публицистика. 
Снялся в фильме «Участок» (режиссёр Ильгар Сафат, 2008) и в фильме «Последний» (режиссёр Теймур Даими, 2011). 
Работая в Бакинском зоопарке, напечатал серию публикаций на тему проблем окружающей среды.
В свободное время играет на бас-гитаре в различных рок-группах г. Баку.
Участник волонтерского движения «Грин Баку». Посвятил несколько статей молодым волонтёрам.
Состоит в семинаре писателей фантастов под руководством Бориса Стругацкого (Санкт-Петербург).
Член Союза писателей Азербайджана.
Член Союза журналистов Азербайджана.

## Фильмография
- 2008 — Участок  — эпизодическая роль врача
- 2010 — История одного заблуждения! — голос за кадром
- 2011 — Последний — главная роль, писатель-фантаст
- 2012 — Баку, я люблю тебя — эпизодическая роль врача-хирурга
- 2019 — Китайский кувшин — доктор Левин
- 2020 — Магомаев — посетитель парижского кафе, эпизод
- 2021 — По ту сторону... — Александер, писатель-фантаст, эксперт по аномальным явлениям
- 2021 — Сезон Скорпиона (Əqrəb Mövsümü)  — Александр, хозяин домa

## Семья
Отец — Хакимов Шамиль Салахатдинович (1938—1978) работал на различных промышленных предприятиях. Мать — Хакимова (Панкратова) Лариса Фёдоровна (1936—1995). Супруга — Елена Геннадиевна Андреева, поэт, прозаик.

## Награды
- Лауреат премии «Гранат» (2009)
- Лауреат национальной литературной премии «Золотое перо Руси» в номинации «Проза» (за гуманизм и духовность произведений) (2021)